# The Mark of Zorro (1920)
The Mark of Zorro és una pel·lícula muda d'acció romàntica dirigida per Fred Niblo i escrita i protagonitzada per Douglas Fairbanks. La pel·lícula, distribuïda per la United Artists, està basada en el relat “The curse of Capistrano” de Johnston McCulley que havia aparegut per capítols a “All Story Weekly Magazine. Es va estrenar el 28 de novembre de 1920. El 2015, el National Film Registry de la Biblioteca del Congrés dels Estats Units la va seleccionar per a la seva preservació degut al seu interès cultural, històric o estètic.

## Argument
La pel·lícula està ambientada a principis del segle xix, quan Califòrnia era encara una possessió espanyola. Don Diego Vega torna a Califòrnia després d'estudiar a Espanya i descobreix el país sumit en la tirania del governador Alvarado. Decideix assumir el rol d'una persona efeminada mentre que manté secreta una segona identitat com a el Zorro. Aquest és un bandit emmascarat que roba els rics per donar-ho als pobres i lluita contra les injustícies. L'únic que coneix la seva identitat és el seu criat. Com a fill del ric Don Alejandro, Diego intenta seduir la bella Lolita Pulido, filla d'un aristòcrata que ha estat arruïnat pel governador, però els seus trucs de màgia dolents i les seves pitjors maneres fan que ella no el suporti.
El Zorro apareix del no-res per protegir els febles de la corrupció del governador Alvarado, del seu sequaç el malvat capità Juan Ramón, que també vol seduir Lolita, i el brutal sergent Pedro Gonzales. El Zorro, amb el seu gran domini de l'espasa i un gran sentit de l'humor, aconsegueix burlar els seus enemics als que marca una zeta a la cara amb la punta de l'espasa.
Al final, quan la família de Lolita és empresonada, pel capità Juan Ramon que segresta Lolita. Don Diego es dona a conèixer, galvanitzar els cavallers per a la seva causa i força el governador a abdicar. Diego llença aleshores l'espasa amunt dient “fins que et necessiti” i queda clavada al sostre. Lolita està encantada de descobrir que Diego és el realitat el Zorro.

## Repartiment
- Douglas Fairbanks (Don Diego Vega/el Zorro)
- Marguerite de La Motte (Lolita Pulido)
- Noah Beery Sr. (sergent Pedro Gonzales)
- Charles Hill Mailes (Don Carlos Pulido)
- Claire McDowell (Doña Catalina Pulido)
- Robert McKim (capità Juan Ramon)
- George Periolat (governador Alvarado)
- Walt Whitman (pare Felipe)
- Sidney De Gray (Don Alejandro Vega)
- Tote Du Crow (Bernardo, criat mut de Don Diego)
- Noah Beery Jr. (nen)
- Charles Stevens (peó maltractat pel sergent Gonzales)
- Snitz Edwards (taverner)
- Milton Berle (nen, no acreditat)

## Producció
La filmació de la pel·lícula es va fer en 18 setmanes als Douglas Fairbanks Studios i a Sun Valley (California) on es van rodar els exterior, incloent-hi una reproducció de la Old Plaza Church de Los Angeles al 1830. Per a les escenes d'esgrima es va contractar M. Harry Uttenhover que havia estat tres vegades campió mundial d'esgrima amb Bèlgica, per tal d'instruir Noah Beery i Robert McKim.
La pel·lícula està basada en “The curse of Capistrano” (1919) de Johnston McCulley però Fairbanks hi va introduir dos de les principals característiques del personatges: la marca de la Z a la cara de les seves víctimes i la natura efeminada de Don Diego. McCulley va incorporar aquests elements quan va unir els diferents capítols del serial en un llibre.
L'actor i productor, curant-se en salut contra un possible fracàs de la cinta, va completar al mateix moment una comèdia tradicional, “The Nut” (1921) que s'estrenaria immediatament en cas que “The Mask of Zorro” fos un fracàs. La pel·lícula va tenir un cost aproximat d'uns 170.000 dòlars i amb el seu llançament inicial ja va guanyar el triple d'aquesta quantitat, convertint-se en la pel·lícula amb la que Fairbanks havia aconseguit més beneficis fins aleshores. Per contra, “The Nut” va tenir una pobra acollida.

## Importància en la carrera de Douglas Fairbanks
D'ençà que el 1916 Fairbanks va crear la Douglas Fairbanks Film Corporation, l'actor no només va esdevenir l'estrella de les seves pel·lícules, sinó que també el seu creador i productor. Generalment, en les seves pel·lícules, que eren comèdies on hi havia acció, interpretava un home contemporani, viril i ple de confiança. El 1920, amb The Mask of Zorro, Fairbanks va fer un gir en la seva carrera abandonant el món de la sàtira contemporània i del western, on s'havia fet un nom, per abordar pel·lícules d'aventures d'època. No va ser un gir de 180°, la pel·lícula, de pressupost modest, estava ambientada en una època relativament recent, i ell encarnava un personatge dual, igual que en algunes de les anteriors. La pel·lícula va ser un èxit i va suposar el naixement del cinema de capa i espasa, cosa que la premsa del moment ja va saber veure. A ella seguiren d'altres pel·lícules com “The Three Musketeers” (1921), “Robin Hood” (1922), ”The Thief of Bagdad” (1924), “Don Q, Son of Zorro” (1925) o “The Black Pirate” (1926) en les que els personatges originals es van modificar per adaptar-los al rol arquetípic creat per Fairbanks.

## Imatges de la pel·lícula

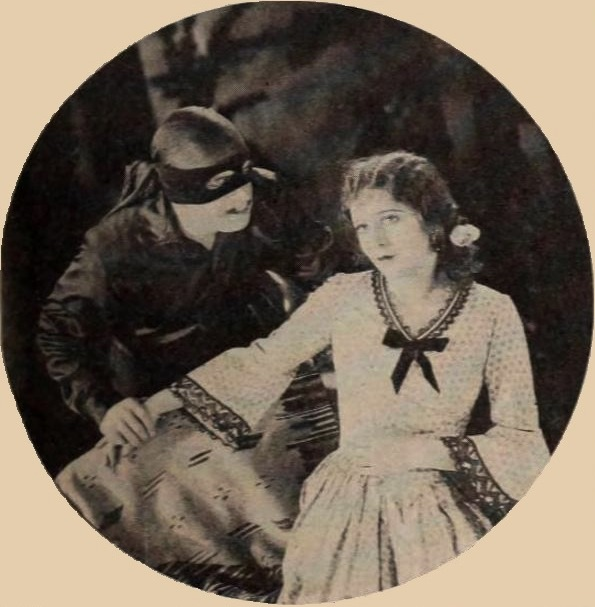
Douglas Fairbanks i Marguerite De La Motte a la pel·lícula. Fotograma aparegut al volum de novembre de 1920 de Exhibitors Herald
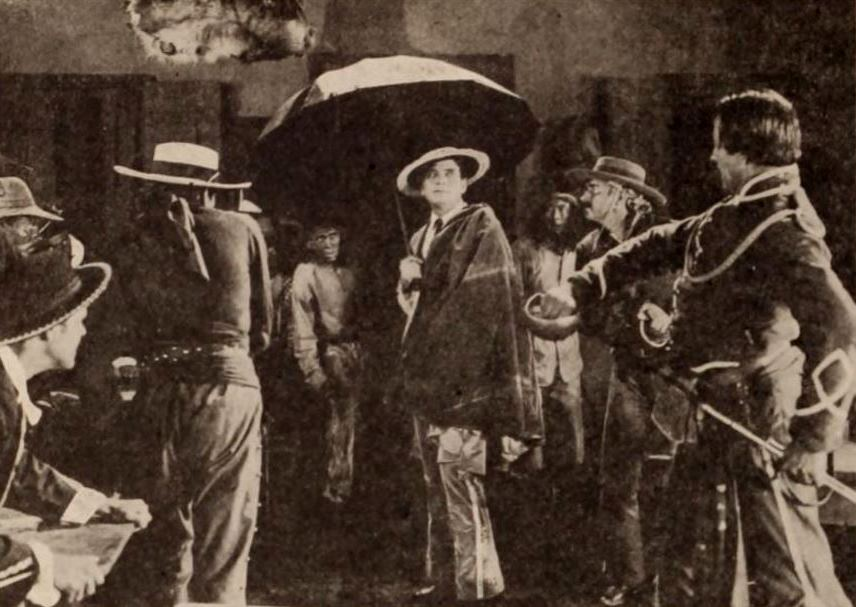
Douglas Fairbanks en el rol de Don Diego Vega (amb parasol) enfront del capità Juan Ramon i els seus sequaços
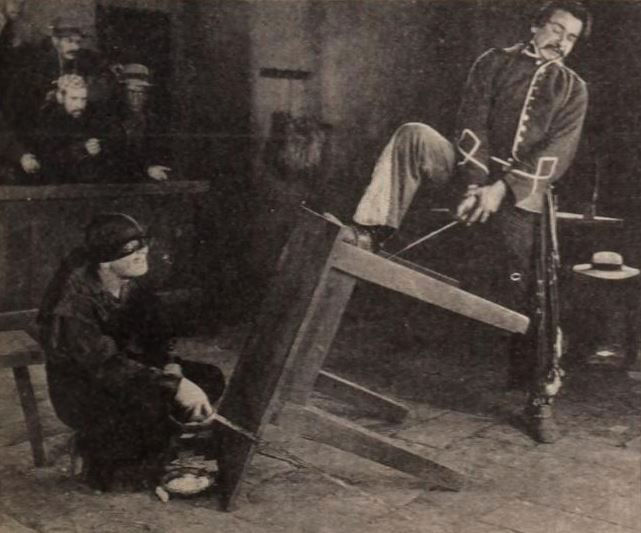
Lluita entre el Zorro (Douglas Fairbanks) i el sergent Pedro Gonzales (Noah Beery)
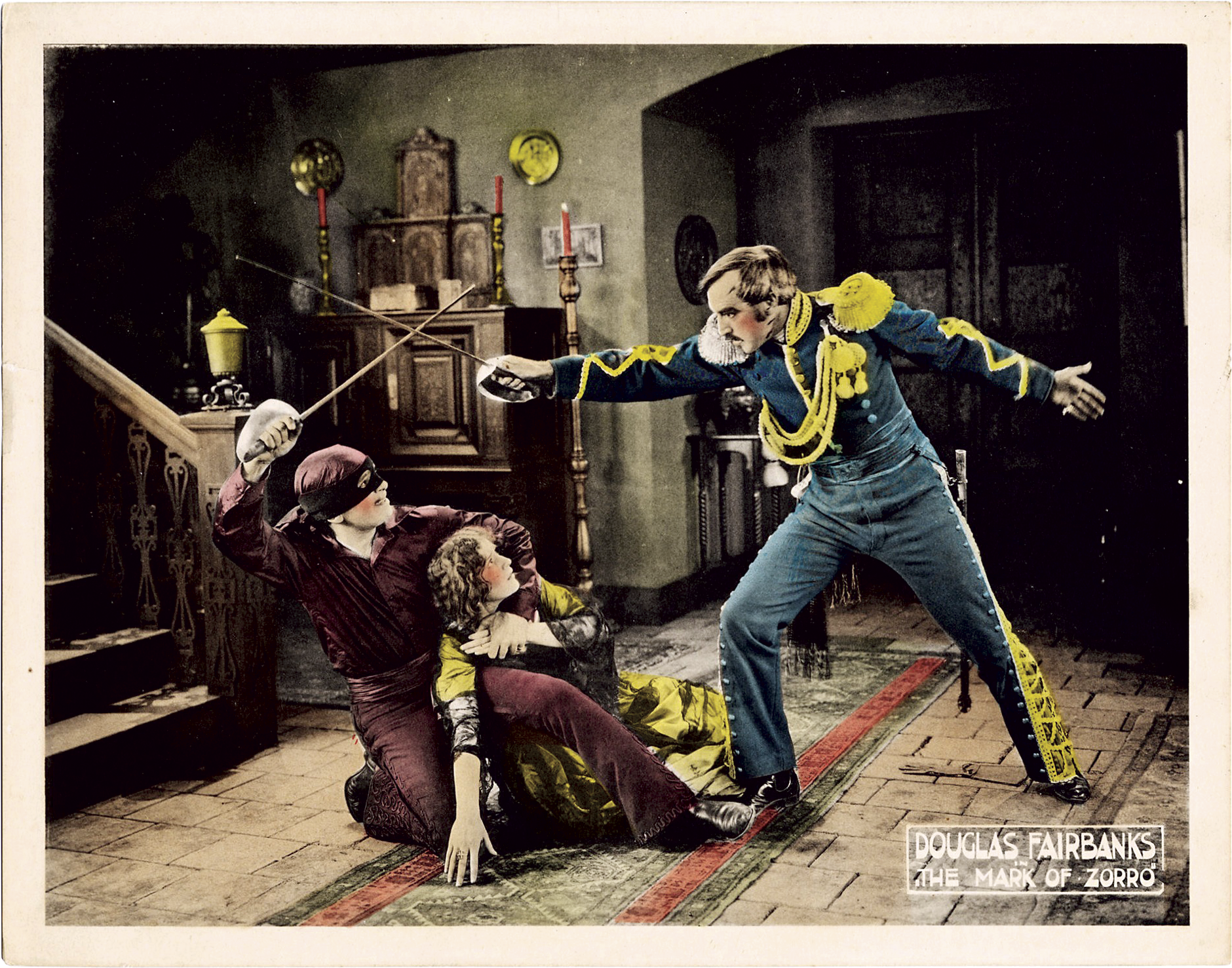
El Zorro (Douglas Fairbanks) protegeix Lolita Pulido (Marguerite De La Motte) del capità Juan Ramon (Robert McKim)
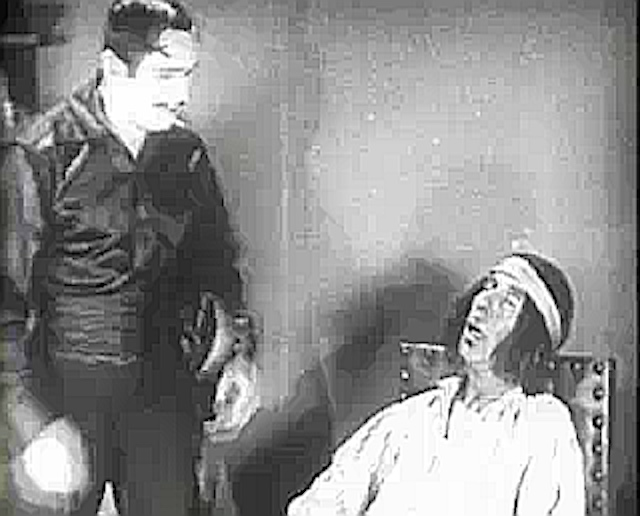
El Zorro (Douglas Fairbanks) i el seu criat (Tote Du Crow)
- Pel·lícula complerta